# Караарнинський сільський округ
Караа́рнинський сільський округ (каз. Қараарна ауылдық округі, рос. Караарнинский сельский округ) — адміністративна одиниця у складі Жилиойського району Атирауської області Казахстану. Адміністративний центр та єдиний населений пункт — село Шокпартогай.
Населення — 3110 осіб (2021; 2789 у 2009, 2478 у 1999, 2310 у 1989).
Станом на 1989 рік існувала Караарнинська сільська рада (села Алтикулак, Ащисай, Шокпартогай), з 1993 року — Караарнинський сільський округ. Село Ашисай ліквідовано 2004 року.

## Склад
До складу округу входять такі населені пункти:
| Населений пункт   | Колишні назви | Населення, осіб (1989) | Населення, осіб (1999) | Населення, осіб (2009) | Населення, осіб (2021) |
| ----------------- | ------------- | ---------------------- | ---------------------- | ---------------------- | ---------------------- |
| Алти-Кулак, село  | Алтикулак     | 152                    | 0                      | -                      | -                      |
| Ашисай, село      | Ащисай        | 196                    | 57                     | -                      | -                      |
| Домбаяк, село     | -             | -                      | 0                      | -                      | -                      |
| Шокпартогай, село | -             | 1953                   | 2421                   | 2789                   | 3110                   |